# Mikke Leinonen
Mikke Leinonen (* 14. Januar 1992 in Lahti) ist ein ehemaliger finnischer Nordischer Kombinierer.

## Werdegang
Seine ersten Wettkämpfe im später in Continental Cup umbenannten B-Weltcup der Nordischen Kombination bestritt Mikke Leinonen im Jahr 2007. Seine erste Punkteplatzierung in dieser Wettbewerbsserie erreichte er am 19. Februar 2011 im slowenischen Kranj mit einem 30. Rang. Sein bislang bestes Resultat im Continental Cup war ein dritter Platz, den er am 8. Januar 2012 im türkischen Erzurum erzielte und der zugleich seine bislang einzige Podiumsplatzierung darstellt. Er nahm auch mehrfach an Nordischen Junioren-Skiweltmeisterschaften teil. Sein bestes Resultat war ein fünfter Platz im Gundersen-Wettkampf von der Normalschanze mit einer sich daran anschließenden Langlaufdistanz über fünf Kilometer bei den Junioren-Skiweltmeisterschaften 2012 in Erzurum.
Sein Debüt im Weltcup der Nordischen Kombination gab er am 11. März 2011 in Lahti. Bei den Nordischen Skiweltmeisterschaften 2013 im italienischen Val di Fiemme wurde er im Teamwettbewerb gemeinsam mit Ilkka Herola, Janne Ryynänen und Eetu Vähäsöyrinki Achter. Die erste Platzierung in den Punkterängen in einem Einzelwettkampf im Weltcup folgte am 4. Januar 2014 mit Rang 29 im russischen Tschaikowski. Bei den Olympischen Winterspielen 2014 in Sotschi belegte Leinonen den 40. (Normalschanze) beziehungsweise 42. Platz (Großschanze).

## Statistik

### Olympische Winterspiele
- Sotschi 2014: 40. Gundersen (HS 106/10 km), 42. Gundersen (HS 140/10 km)

### Nordische Skiweltmeisterschaften
- Val di Fiemme 2013: 8. Team (HS 106/4 × 5 km), 34. Gundersen (HS 106/10 km), 36. Gundersen (HS 134/10 km)

### Nordische Junioren-Skiweltmeisterschaften
- Hinterzarten 2010: 13. Team (HS 106/4 × 5 km), 35. Gundersen (HS 106/10 km)
- Otepää 2011: 15. Gundersen (HS 100/5 km), 20. Gundersen (HS 100/10 km)
- Erzurum 2012: 5. Gundersen (HS 109/5 km), 6. Team (HS 109/4 × 5 km), 7. Gundersen (HS 109/10 km)

### Winter-Universiade
- Štrbské Pleso 2015: 6. Gundersen (HS 100/10 km), 7. Massenstart (HS 100/10 km)

### Weltcup-Platzierungen
| Saison  | Platz | Punkte |
| ------- | ----- | ------ |
| 2013/14 | 57.   | 022    |
| 2015/16 | 59.   | 001    |

### Continental-Cup-Platzierungen
| Saison  | Platz | Punkte |
| ------- | ----- | ------ |
| 2010/11 | 81.   | 025    |
| 2011/12 | 43.   | 106    |
| 2012/13 | 84.   | 020    |
| 2013/14 | 81.   | 009    |
| 2014/15 | 66.   | 028    |
| 2015/16 | 36.   | 102    |
| 2016/17 | 48.   | 054    |